# Robert de Choiseul
Robert de Choiseul (né vers 1236 - † après 1300) est seigneur de Traves. Il est le fils de Renard II de Choiseul, seigneur de Choiseul, et d'Alix de Dreux.

## Biographie
En 1239, à la mort de son père Renard II de Choiseul, il hérite des terres de Traves, qui était de l'apanage de sa mère, Alix de Dreux. Toutefois, étant encore trop jeune, cette dernière se charge de les diriger en tant que tutrice. Vers 1256, il reçoit Traves en propre bien, sans aucun lien de vassalité avec son frère aîné Jean de Choiseul, bien que sa mère la garde toujours en usufruit jusqu'à sa mort vers 1258 ou après.
Pendant cette période, il épouse Isabelle de Rougemont, issue d'une puissante famille comtoise qui possédait également la vicomté de Besançon. Cette famille était toutefois en querelle avec l'archevêque de Besançon, qui souhaitait affermir son pouvoir sur la ville et la disparition de cette vicomté. Le seigneur de Rougemont prit les armes contre l'archevêque pour défendre ses droits mais fut condamné à rembourser les dégâts infligés. La venue d'un seigneur étranger comme Robert fut donc probablement bien vue afin de calmer les querelles. Robert et Isabelle vendent et engagent alors beaucoup de biens afin de participer au remboursement des dettes des Rougemont.
En 1275, Robert accepte de devenir le vassal du duc de Lorraine moyennant la somme de 500 livres tournois, toutefois cet acte est probablement une conséquence des démêles de son frère Jean avec le duc.
En 1277, le beau-frère de Robert, Thibaud de Rougemont, en manque de liquidité, engage la vicomté de Besançon au seigneur de Thoraise. Robert la rachète alors pour la somme de 1500 livres avec la promesse de la revendre à l'archevêque, ce qu'il fit environ un an et demi plus tard pour la même somme.
Robert de Choiseul et Isabelle de Rougemont vivent tous deux jusqu'en 1300 et sont inhumés en l'abbaye de Morimond. Robert est alors remplacé par son petit-fils Pierre de Traves, son fils aîné Renard de Choiseul était mort vers 1290.

## Mariage et enfants

Blason de la Maison de Rougemont
D’or à l’aigle de gueules becquée et couronnée d’azur.

Après 1250, il épouse Isabelle de Rougemont, veuve de  Guillaume de Montferrand, seigneur de Montferrand, fille de Thibaut III de Rougemont, seigneur de Rougemont et vicomte de Besançon, dont il a cinq enfants :
- Renard de Choiseul, qui décède avant son père. Il épouse Marguerite de Brancion, fille d'Henri III de Brancion le Gros et de Fauque de Cortevais, dont il a au moins quatre enfants :
  - Pierre de Traves, qui succède à son grand-père. Le nom de son épouse est inconnu, mais il a au moins une fille :
    - Alix de Traves, qui transmet la seigneurie de Traves à son époux Guillaume de Sennecey, seigneur de Sennecey.

  - Isabelle de Traves, qui reçoit Cortevais en dot et qui épouse le sire de Neublans.
  - une autre fille qui devient moniale à Lancharre.
  - Thibaud de Traves, qui devient seigneur de La Porcheresse. Il est qualifié de damoiseau en 1304 puis d'écuyer en vers 1316. Il épouse Jeannette de Chamblanc, dont il a au moins un enfant :
    - Guillaume de Traves, qui devient seigneur de La Porcheresse après son père. Cette lignée continuera encore pendant plusieurs siècles.
- Thibaut de Choiseul, cité dans une charte de 1276.
- Renier de Choiseul, cité dans une charte de 1295.
- Jean de Choiseul, cité dans des chartes de 1295, 1300 et 1302.
- Marguerite de Choiseul, dame de Scey-sur-Saône, qui épouse Vautier de Bauffremont, seigneur de Bauffremont, d'où postérité.

## Sources
- Marie Henry d'Arbois de Jubainville, Histoire des Ducs et Comtes de Champagne, 1865.
- L'abbé Grassot, Les seigneurs de Choiseul, 1887.
- Henri de Faget de Casteljau, Recherches sur la Maison de Choiseul, 1970.
- Gilles Poissonnier, Histoire des Choiseul, 1996.